# Ибатуллин, Рустам Хамитович
Ибатуллин Рустам Хамитович (6 декабря 1931, с. Елхово, Альметьевский район, Татарская АССР −2016) — заслуженный работник нефтяной и газовой промышленности Российской Федерации (1997), Заслуженный деятель науки и техники Татарской АССР (1991), Отличник нефтяной промышленности СССР (1972), Почетный нефтяник Министерства нефтяной промышленности СССР (1978), лауреат Государственной премии Республики Татарстан в области науки и техники (2006), почетный гражданина города Бугульмы и Бугульминского муниципального района.

## Биография
Родился 6 декабря 1931 г. в с. Елхово Альметьевского района ТАССР
В 1955 году окончил Уфимский нефтяной институт
В 1965 году после успешно защитил кандидатскую диссертацию, после являлся обладателем 160 работ и 53 патентов, 28 зарубежных патентов на изобретения в США, Австралии, Нигерии, Канаде, Великобритании, Японии, Италии, Франции, был автором научных разработок, успешно внедренных далеко за пределами Республики Татарстан. Являлся членом Научно-технического совета Миннефтегазпрома СССР, Госкомитета СССР по науке и технике, Центрального совета педагогического общества РСФСР.

## Трудовая деятельность
1949—1950 — надсмотрщик междугородной телефонной станции конторы связи (г. Бугульма)
1955—1958 — помощник бурильщика, буровой мастер, старший сменный инженер-диспетчер КБ-2, 1958—1963 — старший инженер, начальник ПТО треста «Татбурнефть Архивная копия от 30 ноября 2021 на Wayback Machine» (г. Лениногорск), избирался депутатом Лениногорского городского Совета народных депутатов.
1963—1964 — начальник технического отдела треста «Альметьевбурнефт Архивная копия от 30 ноября 2021 на Wayback Machineь»
1964—1965 — начальник отдела бурения п/о «Татнефть»
1965—1968 — главный инженер треста «Татбурнефть Архивная копия от 30 ноября 2021 на Wayback Machine»
1968—1978 — управляющий трестом «Альметьевбурнефть Архивная копия от 30 ноября 2021 на Wayback Machine», начальник УБР. Под руководством Р. Х. Ибатуллина были решены проблемы повышения технико-экономических показателей бурения и организации буровых работ. Впервые были испытаны и внедрены технологии бурения горизонтальных скважин, роторный способ бурения и др.
1978—1997 — директор ТатНИПИнефть. В период его директорства решались проблемы повышения качества строительства скважин, изоляции зон осложнений, повышения скоростей бурения и эффективности буровых работ. По разработкам и проектам института созданы новые производства: металлопластмассовых труб, профильных перекрывателей, ремонта электродвигателей.
с 1997 г. — заместитель директора института ТатНИПИнефть.
с 2000 по 2010 — советник дирекции ТатНИПИнефть по внешнеэкономическим связям

## Награды
орден Ленина (1978)
орден Трудового Красного Знамени (1971)
орден Октябрьской Революции (1974)
орден Дружбы народов (1986)
медаль «За доблестный труд. В ознаменование 100-летия со дня рождения Владимира Ильича Ленина»